# Бауэр, Виола
Виола Бауэр (нем. Viola Bauer; род. 13 декабря 1976, Аннаберг-Буххольц, Карл-Маркс-Штадт, ГДР) — немецкая лыжница, выступавшая за сборную Германии с 1995 по 2007 год. Принимала участие в двух зимних Олимпийских играх, в которых трижды становилась призёркой: дважды в эстафете 4х5 км (золото в Солт-Лейк-Сити, серебро в Турине) и один раз в гонке преследования (бронза в Солт-Лейк-Сити).
Бауэр трижды получала подиум Чемпионатов мира: бронза в 1999 году, золото в 2003 и серебро в 2007 (всё эстафета). Лучший результат в индивидуальных гонках — шестое место на Чемпионате мира 2005 года.
В ходе карьеры неоднократно выигрывала этапы Кубка мира, ушла из спорта после неудачного кубкового сезона 2006—2007.